# Een roos van Homerus' graf
Een roos van Homerus' graf is een sprookje van Hans Christian Andersen. Het verscheen in 1839.

## Het verhaal
In alle liederen van het oosten klinkt de liefde van de nachtegaal voor de roos. Niet ver van Smyrna (het huidige İzmir) ziet de schrijver een bloeiende rozenhaag. De vleugels van duiven schitteren als parelmoer als er een zonnestraal op schijnt. De mooiste roos hangt over een grote steen. Hier rust de grootste zanger op aarde, zegt de roos. De zanger van de Ilias wordt tot stof, waaruit de roos ontkiemt. De roos vindt zich te heilig om te bloeien voor een kale nachtegaal. De nachtegaal zingt zich dood. Een kameeldrijver komt met zwarte slaven. Zijn zoontje vindt de dode vogel en begraaft hem in het graf van de grote Homerus. De roos beeft in de wind en als de avond valt vouwt de roos de blaadjes en droomt dat het een zonnige dag is. 
Een groep Frankische mannen komt als op een pelgrimstocht naar het graf van Homerus. Er is een zanger uit het noorden, uit het land van nevel en het noorderlicht. Hij plukt de roos en legt hem te drogen in een boek. De bloem komt in zijn vaderland, waar de roos verdort van heimwee. De roos wordt wakker uit haar droom en een dauwdruppel valt op het graf van de zanger. Er komen Frankische mannen en één is een dichter uit het noorden. Hij drukt een kus op de roos en neemt de bloem mee naar het land van nevel en noorderlicht. Als een mummie ligt hij in de Ilias van de schrijver. Net als in haar droom hoort de roos de schrijver zeggen dit is de roos van Homerus' graf. 